# Affaire de femmes
Pour les articles homonymes, voir Affaire de femmes (homonymie).
Série Madea (en)
Madea, grand-mère justicière
(2005) Meet the Browns
(2008)
Pour plus de détails, voir Fiche technique et Distribution.
Affaire de femmes (Madea's Family Reunion) est une comédie américaine écrite, coproduite et réalisée par Tyler Perry et sortie en 2006.
Il s'agit du deuxième film mettant en scène le personnage de Madea (en), faisant suite à Madea, grand-mère justicière sorti en 2005.

## Fiche technique
- Titre original : Madea's Family Reunion
- Titre français : Affaire de femmes
- Réalisation : Tyler Perry
- Scénario : Tyler Perry, d'après sa pièce
- Direction artistique : Ina Mayhew
- Costumes : Keith G. Lewis
- Photographie : Toyomichi Kurita
- Montage : John Carter
- Musique : Tyler Perry
- Production : Reuben Cannon et Tyler Perry
- Sociétés de production : Tyler Perry Studios et Reuben Cannon Productions
- Société de distribution : Lions Gate
- Pays d'origine :  États-Unis
- Langue originale : anglais et espagnol
- Format : couleur
- Genre : comédie
- Durée : 107 minutes
- Dates de sortie :
  - États-Unis : 24 février 2006
  - France : 23 mai 2007 (DVD et BluRay)

## Distribution
- Blair Underwood (VF : Bruno Dubernat) : Carlos Armstrong
- Lynn Whitfield : Victoria Breaux
- Keke Palmer (VF : Dorothée Pousséo) : Nikki Grady
- Tyler Perry (VF :  Lucien Jean-Baptiste)  : Brian, Joe, and Mabel Simmons (Madea)
- Lisa Arrindell Anderson (en) (VF : Maik Darah) : Vanessa Breaux
- Rochelle Aytes (VF : Natacha Muller ) : Lisa Breaux
- Boris Kodjoe (VF : David Krüger)  : Frankie Henderson
- China Anne McClain : Tamara
- Henry Simmons (VF : Jean-Paul Pitolin) : Isaac
- Maya Angelou : Tante May
- Jenifer Lewis : Milay Jenay Lori
- Tangi Miller : Donna
- Cicely Tyson : Myrtle
- Johnny Gill : Chanteur
- Cassi Davis (en) : Tante Sarah
- Georgia Allen : Tante Ruby
- Nicholas Ortiz : lui-même
- Mablean Ephriam (en) (VF : Michèle Bardollet) :  Elle-même
- David Wiebers : trompettiste

Source VF sur RS Doublage et sur le carton de doublage

## Accueil
Pour un budget de 6 millions de dollars, le film a rapporté 63 308 879 de dollars.
| Pays ou région | Box-office   | Date d'arrêt du box-office | Nombre de semaines |
| -------------- | ------------ | -------------------------- | ------------------ |
| États-Unis     | 63 257 940 $ | 27 avril 2006              | 9                  |
| Autres         | 50 939 $     |                            |                    |
| Mondial        | 63 308 879 $ |                            |                    |

## Distinctions
| Année | Prix               | Catégorie                                                                  | Travail nommé             | Résultat   |
| ----- | ------------------ | -------------------------------------------------------------------------- | ------------------------- | ---------- |
| 2006  | MTV Movie Awards   | Meilleure performance comique                                              | Tyler Perry               | Nomination |
| 2006  | Black Movie Awards | Outstanding Achievement in Screenwriting                                   | Tyler Perry               | Nomination |
| 2006  | Black Movie Awards | Outstanding Motion Picture                                                 | Tyler Perry Reuben Cannon | Nomination |
| 2006  | Black Movie Awards | Outstanding Performance by an Actress in a Supporting Role                 | Lynn Whitfield            | Nomination |
| 2007  | NAACP Image Awards | Outstanding Directing in a Feature Film/Television Movie - Comedy or Drama | Tyler Perry               | Nomination |
| 2007  | NAACP Image Awards | Outstanding Writing in a Feature Film/Television Movie - Comedy or Drama   | Tyler Perry               | Nomination |
| 2007  | Black Reel Awards  | Best Screenplay, Original or Adapted                                       | Tyler Perry               | Nomination |